# Ethel Shutta
Bertha Ethel Shutta, née le 1er décembre 1896 et morte le 5 février 1976, est une actrice et chanteuse américaine, qui s'est fait connaître grâce à ses performances dans l'émission de radio de Jack Benny, à son rôle dans la première comédie musicale d'Eddie Cantor, Whoopee! (en), et son retour à Broadway dans les Follies à l'âge de 74 ans.
Lors d'un vote organisé par Radio Stars en 1934, elle est arrivée à la deuxième place, derrière Annette Hanshaw, en tant que « meilleure chanteuse populaire ».

## Carrière
Bertha Ethel Shutta est la fille de Charles R. Schutte et d' Augusta Wilhelmine Lilie. À sept ans, elle est connue comme « la petite fille à la grosse voix ». Elle et sa famille font une tournée en tant que Pee Wee Minstrels. Son père en est le manager. Il joue également dans le vaudeville sous le nom de The Three Shuttas.
Elle fait ses débuts à Broadway dans The Passing Show de 1922, puis dans une série de productions de Florenz Ziegfeld dont Louie the 14th,, et Ziegfeld Follies en 1925. Ethel Shutta participe à l'édition spéciale d'été des Follies de 1925 alors qu'elle est encore dans Louie the 14th. Une escorte policière l'emmène du Cosmopolitan Theatre (en) au New Amsterdam Theatre et retour. Elle passe dans Whoopee! (en) en 1928,.
Shutta épouse le chef d'orchestre George Olsen (en) en 1926,, et le couple apparait dans des clubs à travers le pays. Ils  apparaissent dans le Canada Dry Radio Show de Jack Benny , qui a fait ses débuts en 1932 à la NBC. Son interprétation de la chanson Rock-a-Bye Moon devient la chanson thème de Benny.
En 1933, Shutta est présenté dans le programme Nestle Chocolaters. Une critique parue dans le numéro d'octobre 1933 du magazine Radio Fan-Fare décrit Shutta comme « une attraction radio infaillible. Elle sait comment chanter des chansons et elle sait comment les vendre». Elle et Olsen sont entendus dans le Oldsmobile Program sur CBS en 1933[réf. nécessaire].
Shutta continue de travailler seule en tant que chanteuse après son divorce en 1939 avec Olsen.
Elle retourne à Broadway en octobre 1963 dans la comédie musicale Jennie, qui met en vedette Mary Martin. Le spectacle durent pendant 84 représentations, et n'est pas un succès auprès des critiques ou au box-office.
Son dernier come-back a lieu à l'âge de 73 ans dans la production originale à Broadway de la comédie musicale Follies (1971-1972), musique et paroles de Stephen Sondheim. Elle joue le rôle de l'actrice Hattie Walker et chante Broadway Baby dans lequel son personnage se souvient de sa jeunesse en tant que choriste dans les Follies,.
Steven Suskin écrit : « Les actrices dans les trois seconds rôles sont inoubliables. . . Beaucoup de gens ont chanté "Broadway Baby" au fil des ans, mais je ne pense pas que quelqu'un ait fait cela  "walking off her tired feet" comme Shutta à 74 ans». Follies est mis en scène au Winter Garden Theatre où Shutta a fait sa première apparition à Broadway en septembre 1922, dans The Passing Show Of 1922.

## Vie privée
En avril 1926, elle épouse, en secondes noces, George Olsen (en),, avec qui elle a eu deux enfants, Charles qui devint directeur de théâtre et George qui fréquenta l'école avec Harold Prince, qui devait plus tard la jeter dans Follies. Shutta intente une action en divorce en 1938, déclarant qu'Olsen l'a abandonnée le 10 juin 1937. Selon The New York Times, le divorce est accordé en mars 1939.
Shutta épouse, en 1940, George Kirkse, écrivain sportif qui a aidé à amener le baseball à Houston, au Texas; ils divorcent en 1957.
Olsen a ouvert un restaurant dans le  New Jersey qui utilise ses propres enregistrements comme musique de fond. Selon John S. Wilson dans The New York Times, Olsen a un restaurant à Paramus, NJ appelé George Olsen's. Wilson indique que « Olsen est là tous les jours pour accueillir les invités au déjeuner et au dîner. . . En arrière-plan, les disques originaux de George Olsen des années 20 jouent doucement ».

## Décès
Shutta est décédé en février 1976 à New York à l'hôpital St. Clare à l'âge de 79 ans. Elle résidait à Greenwich Village.

## Représentations
Broadway
- The Passing Show of 1922 (1922)
- Marjorie (1924)
- Ziegfeld Follies (1924–1925)
- Louie the 14th (1925)
- Whoopee! (en) (1928)
- My Dear Public (1943)
- Jennie (1963)
- Follies (1971)

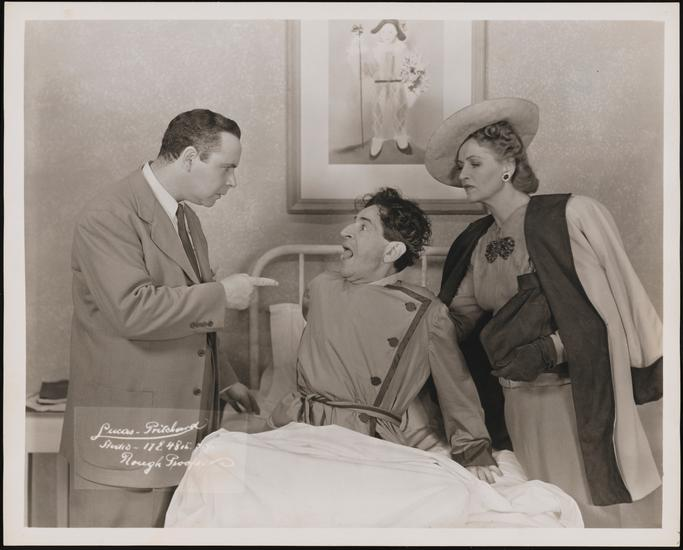
David Burns, Willie Howard et Ethel Shutta dans My Dear Public, 1943

- Sondheim: A Musical Tribute (1973)

Cinéma
- Whoopee! (1930) - Mary Custer[27],[28].
- The Playground (1965) - Mrs. Cartwright

Radio
- The Canada Dry Ginger Ale Program, a forerunner of The Jack Benny Show (1932)

Television
- La Grande Caravane (Wagon Train) (1958-1960) - Mrs. Parker / Mrs. Foster's Friend / Mildred Anderson / Une femme
- Feeling Good sur PBS (1975) - Mrs Sttebins[29].